# Den Danske Netordbog
Den Danske Netordbog var en korpus-baseret dansk ordbog, der blev udgivet af Center for Leksikografi og lå frit tilgængeligt på nettet. Den blev lukket den 26. august 2005, på grund af manglende økonomisk støtte til færdiggørelse.
I november 2006 blev ordbogen tilgængelig på ordbogen.com mod betaling
Centeret udgiver også -
- Den Danske Idiomordbog
- Den Danske Regnskabsordbog
- Den Dansk-Engelske Regnskabsordbog

## Eksterne link
- Netordbog Arkiveret 19. oktober 2003 hos  Wayback Machine
- Ordbogen.com Arkiveret 9. november 2006 hos  Wayback Machine
- Idiomordbog Arkiveret 29. september 2009 hos  Wayback Machine
- Regnskabsordbøgerne Arkiveret 12. juli 2012 hos  Wayback Machine
- Dansk-Engelsk Juridisk Ordbog (CISG-Ordbogen) Arkiveret 7. juni 2004 hos  Wayback Machine